# Grumman J2F Duck
Le Grumman J2F Duck était un hydravion à coque biplan monomoteur amphibie. Il fut employé pendant la Seconde Guerre mondiale sur le théâtre d'opérations du Pacifique, en tant qu'hydravion de sauvetage et de liaison. 
Il aura pour successeur le Grumman JRF Goose, hydravion amphibie à coque bimoteur.

## Historique
Le J2F-1 Duck vola pour la première fois le matin du 2 avril 1936 propulsé par un moteur de 750 ch (559 kW) Wright R-1820 Cyclone et fut livré l'après-midi même à la marine des États-Unis. Le J2F-2 avait un moteur Wright Cyclone qui fut poussé à 790 ch (589 kW). Vingt versions J2F-3 furent construites pour l'utilisation par la marine des États-Unis comme transporteur pour des lignes intérieures.
Sous la pression des opérations consécutives à l'entrée en guerre des États-Unis lors de la Seconde Guerre mondiale en 1941, la production du J2F Duck fut transférée à la Columbia Aircraft co. dans l'État de New York. Là, il fut produit 330 avions pour la Marine et les Garde-côtes des États-Unis. Si la logique de la nomenclature standard de l'US Navy avait été respectée, ils auraient dû être désignés sous l'appellation JL-n mais ce ne fut pas le cas. Les avions produits par la Columbia  furent livrés sous la dénomination de J2F6.
Plusieurs Duck des surplus de la Navy turent utilisés par les USAAF pour le secours en mer sous l'appellation OA-12 en 1948.

## Conception
Le J2F était un biplan à ailes égales, simple baie avec un grand flotteur monocoque centrale qui abritait un train d'atterrissage escamotable, un dispositif conçu par Leroy Grumman qui fut utilisé d'abord sur le précédent hydravion amphibie Grover Loening et adopté plus tard sur le biplan de combat Grumman FF. L'avion à ailes fixes avait des stabilisateurs sur pylônes sous les ailes inférieures.
Un équipage de deux ou trois personnes était transporté en cockpits tandems, devant le pilote et derrière pour un observateur avec un emplacement pour un opérateur radio, si nécessaire. Il y avait une cabine pour deux passagers ou une civière.
Le flotteur central du Duck était réuni au fuselage, faisant de l'ensemble un hydravion à coque malgré son apparence d'avion terrestre équipé de flotteurs. Cette configuration était partagée avec le précédent Loening OL, Grumann ayant acquis les droits de la coque Loening, flotteurs et train d'atterrissage. Comme pour le F4F Wildcat, son train d'atterrissage étroit était actionné par une manivelle.

## Histoire opérationnelle
Le J2F fut utilisé par la marine des États-Unis, le corps des Marines des États-Unis, les forces armées aériennes des États-Unis et les garde-côtes des États-Unis. A part de son emploi général utilitaire et pour le transport léger, ses missions inclurent la cartographie aérienne, l'observation et l'éclairage, la patrouille de lutte anti-sous-marine, le secours aéromaritime, l'étude photographique, la reconnaissance aérienne et le remorquage de cibles mouvantes.
Dix J2F de l'escadrille de service de patrouille maritime furent détruits à la base de Mariveles (Philippines), par un raid japonais le 5 juin 1942. Le seul Duck survivant de l'attaque avait un moteur mort mais avait été réparé après-coup à l'aérodrome de Cabcaben pendant la bataille de Bataan, avec un cylindre récupéré sur un J2F-4 coulé dans la baie de Manille. Après réparation, le J2F4 partit après minuit le 9 avril 1942, surchargé de 5 passagers et du pilote, étant le dernier appareil à quitter Bataan avant sa reddition aux Japonais, quelques heures après. Parmi les passagers, il y avait Carlos P. Romulo (diplomate, politicien, soldat, journaliste et écrivain) lequel raconta le vol en 1942 dans son livre best-seller I Saw the Fall of the Philippines (Doubleday, Doran & Company, Inc., Garden City, New York 1943, pp. 288–303), qui lui valut le Prix Pulitzer du service public de correspondant.

## Variantes

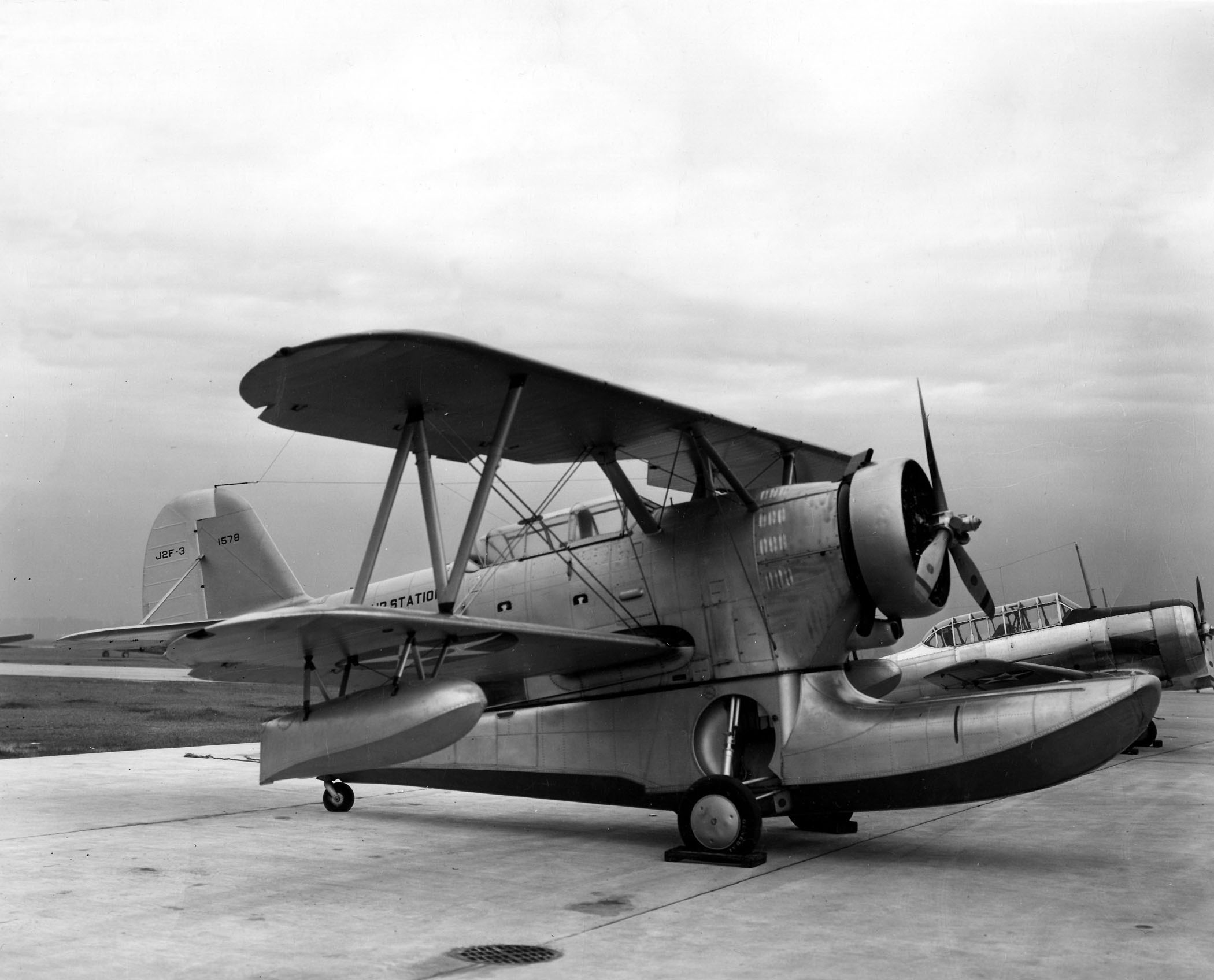
J2F-3 à la base navale de Jacksonville en 1940

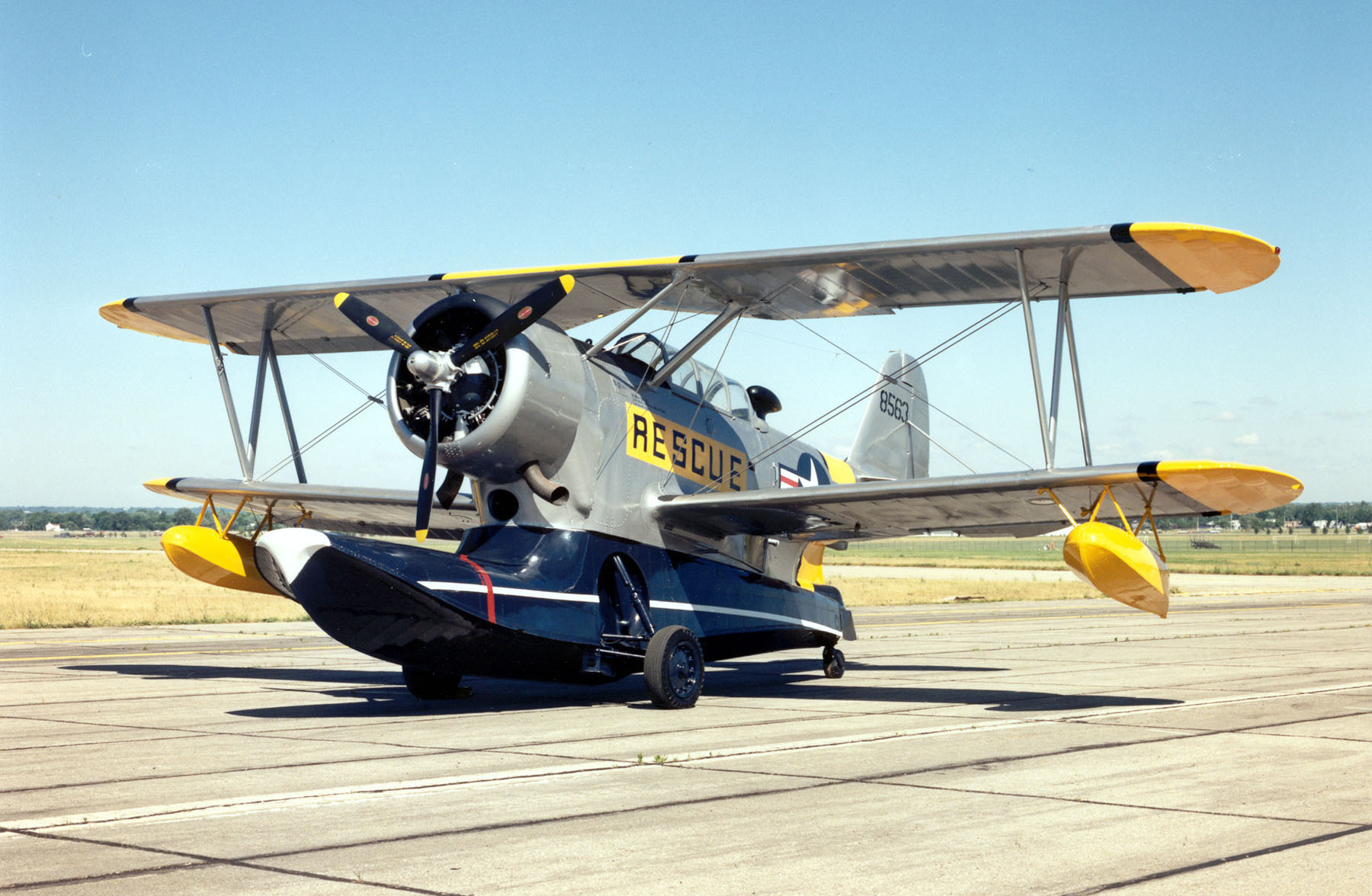
OA-12 avec les marques USAF (cet avion était un J2F-6 peint pour ressembler à un OA-12A, au USAF Museum de Dayton, Ohio).

## Opérateurs

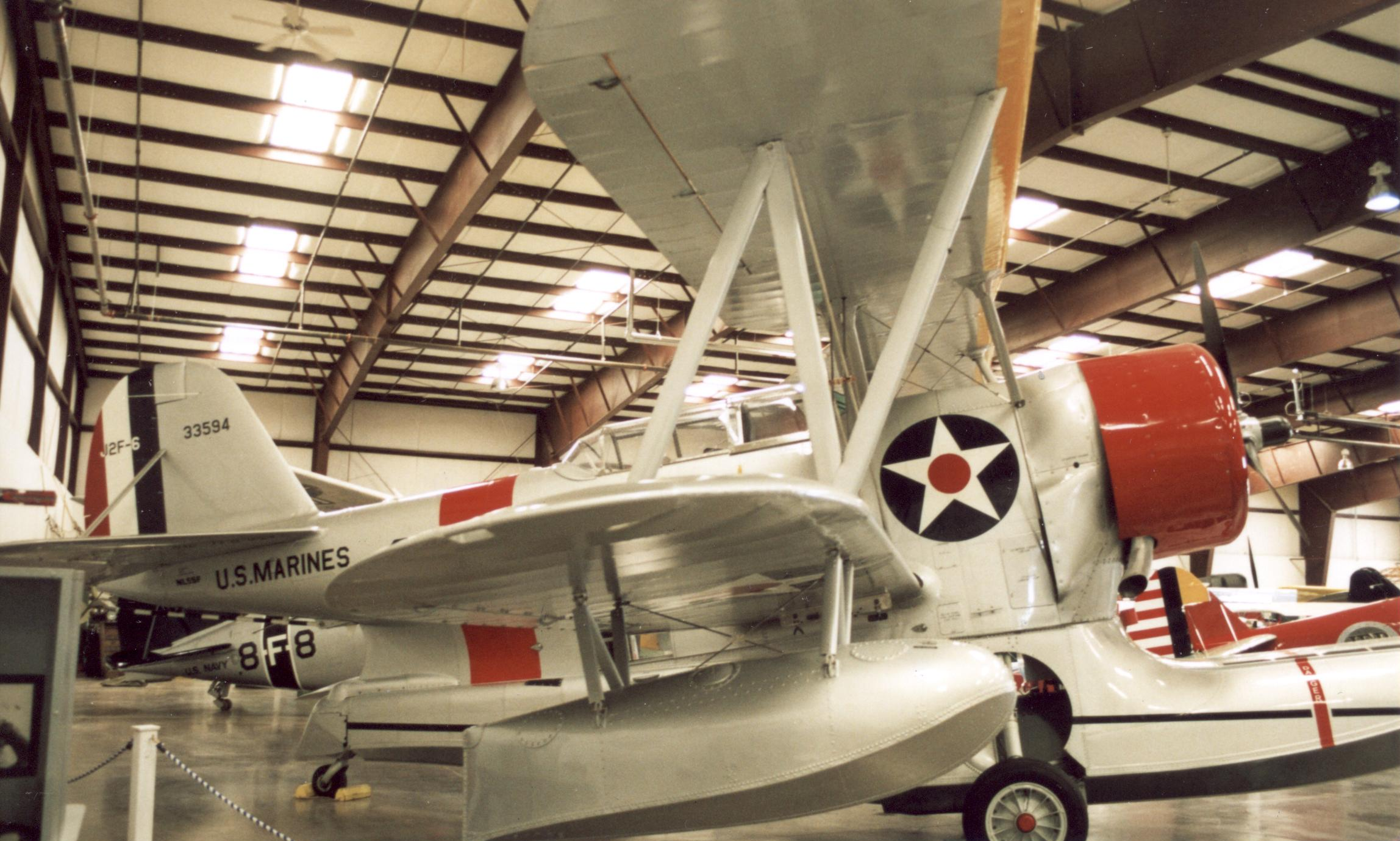
Construit par Columbia, un J2F-6 Duck des U.S. Marine Corps, au Fame Museum in Valle, Arizona, octobre 2005.

## Avions survivants

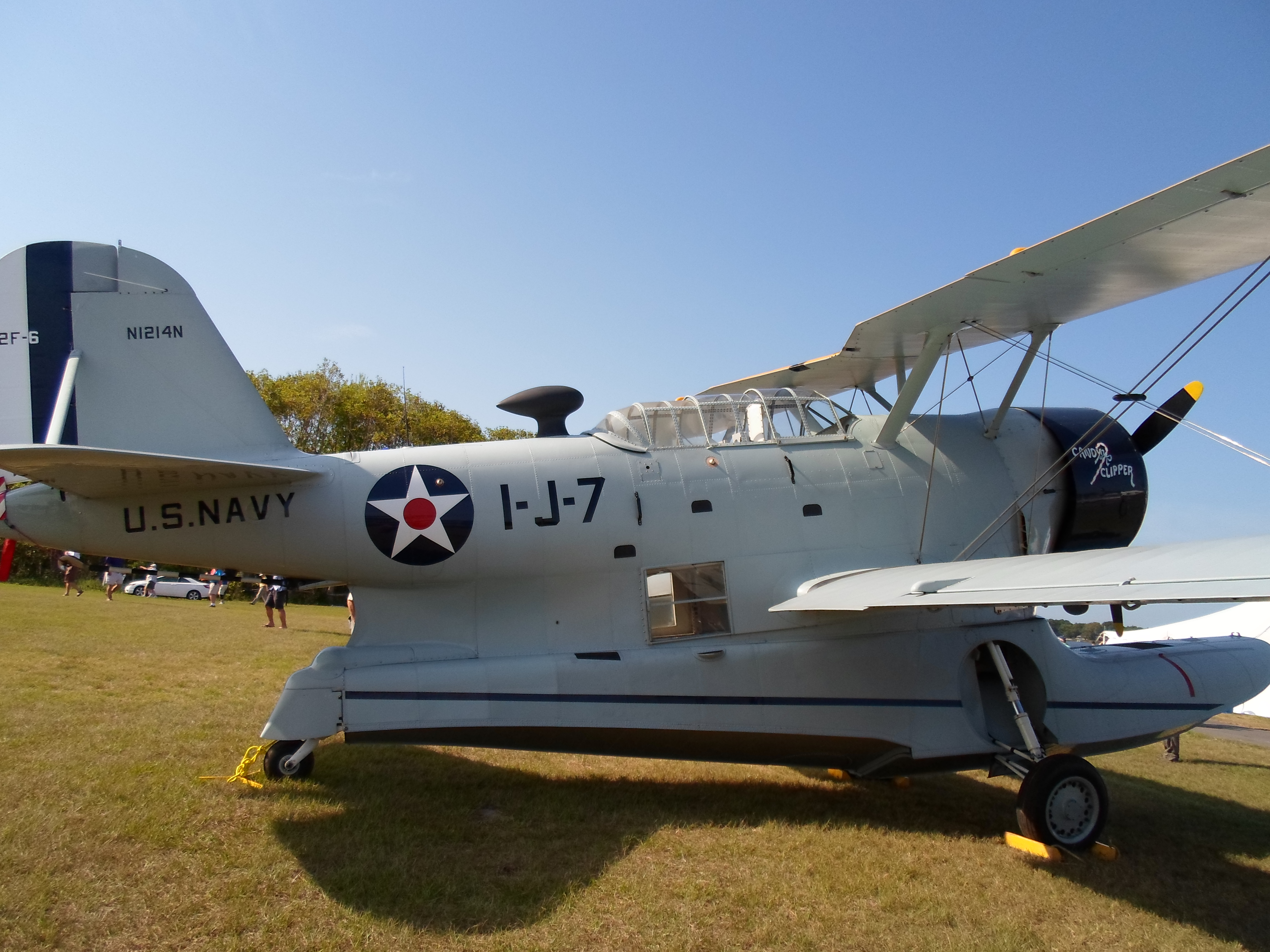
Grumman J2F-6 Duck propriété et piloté par Kermit Weeks at Fantasy of Flight à Polk City, Floride.

## Dans la culture populaire
L'avion tient à plusieurs reprises la vedette dans la série Les Têtes brûlées (escadron de chasse de l'US Marine Corps VMF-214), notamment dans l'épisode 11 de la saison 1 de la série TV intitulé « Opération radar » en français et « The cat's whiskers » en anglais. Il apparait aussi dans l'épisode 2 intitulé « Un avion pour deux » au cours duquel un commando, déposé près d'une île, part délivrer un équipier de bombardier fait prisonnier.
Il tient aussi un rôle d'importance dans La Guerre de Murphy (Murphy's War), film de guerre britannique réalisé par Peter Yates, sorti en 1971.

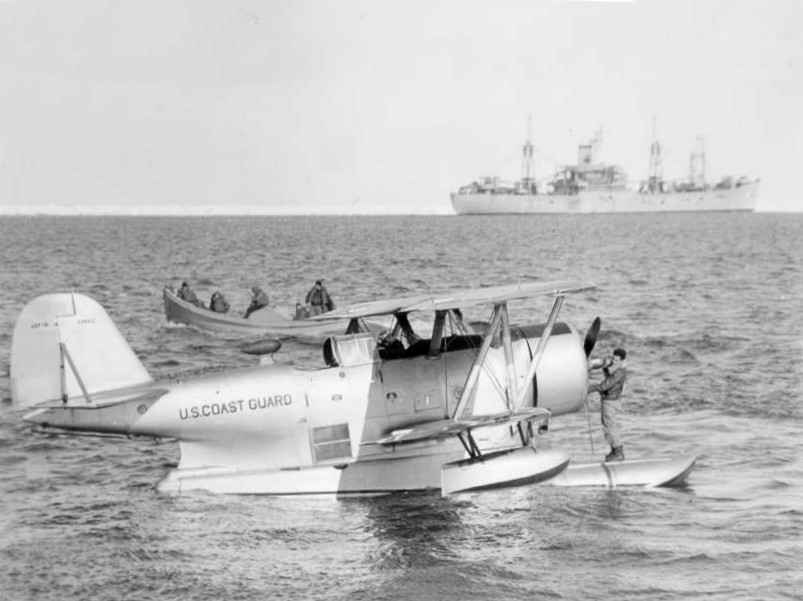
Un Grumman J2F-6 Duck durant une opération en Antarctique en janvier 1947.